# Noel S. Hush

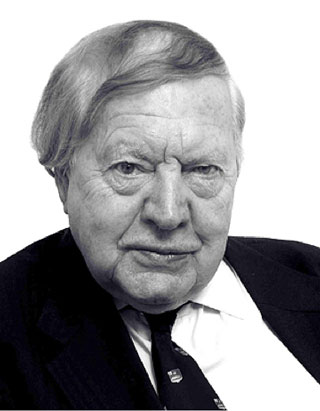
Noel S. Hush (2006)

Noel Sydney Hush AO (* 15. Dezember 1924 in Sydney; † 20. März 2019) war ein australischer Chemiker (Theoretische Chemie, Quantenchemie).
Hush studierte an der University of Sydney, wo er 1946 bis 1949 Research Fellow war. Danach ging er nach Großbritannien, wo er 1950 bis 1954 Lecturer in Physikalischer Chemie an der University of Manchester war und 1955 bis 1971 zuerst Lecturer und dann Reader in Chemie an der University of Bristol. Er war seit 1971 Professor für Theoretische Chemie an der Universität Sydney (der erste solche Lehrstuhl in Australien), wo er 1989 emeritierte. 1965 war er Gastprofessor an der Florida State University und 1981 war er in Cambridge.
Hush entwickelte in den 1960er Jahren ein quantenmechanisches Modell für Elektronen-Transfer-Reaktionen (Marcus-Hush-Theorie, in Erweiterung der Theorie von Rudolph A. Marcus). Er befasste sich auch theoretisch mit Photosynthese und in jüngster Zeit mit molekularer Elektronik.
Er war Mitglied der National Academy of Sciences (2011) und der Australischen Akademie der Wissenschaften (1977) sowie Fellow der Royal Society (1988) und des Royal Australian Chemical Institute. Er war Officer des Order of Australia (1993). 2007 erhielt er den Welch Award in Chemistry. 1990 erhielt er die Centenary Medal der Royal Society of Chemistry und 1994 die Flinders Medal der Australischen Akademie der Wissenschaften. 1999 wurde er in die American Academy of Arts and Sciences gewählt, 2011 in die National Academy of Sciences.
1984 bis 1989 war er Mitglied des nationalen australischen Komitees für Chemie.